# 벨 파리

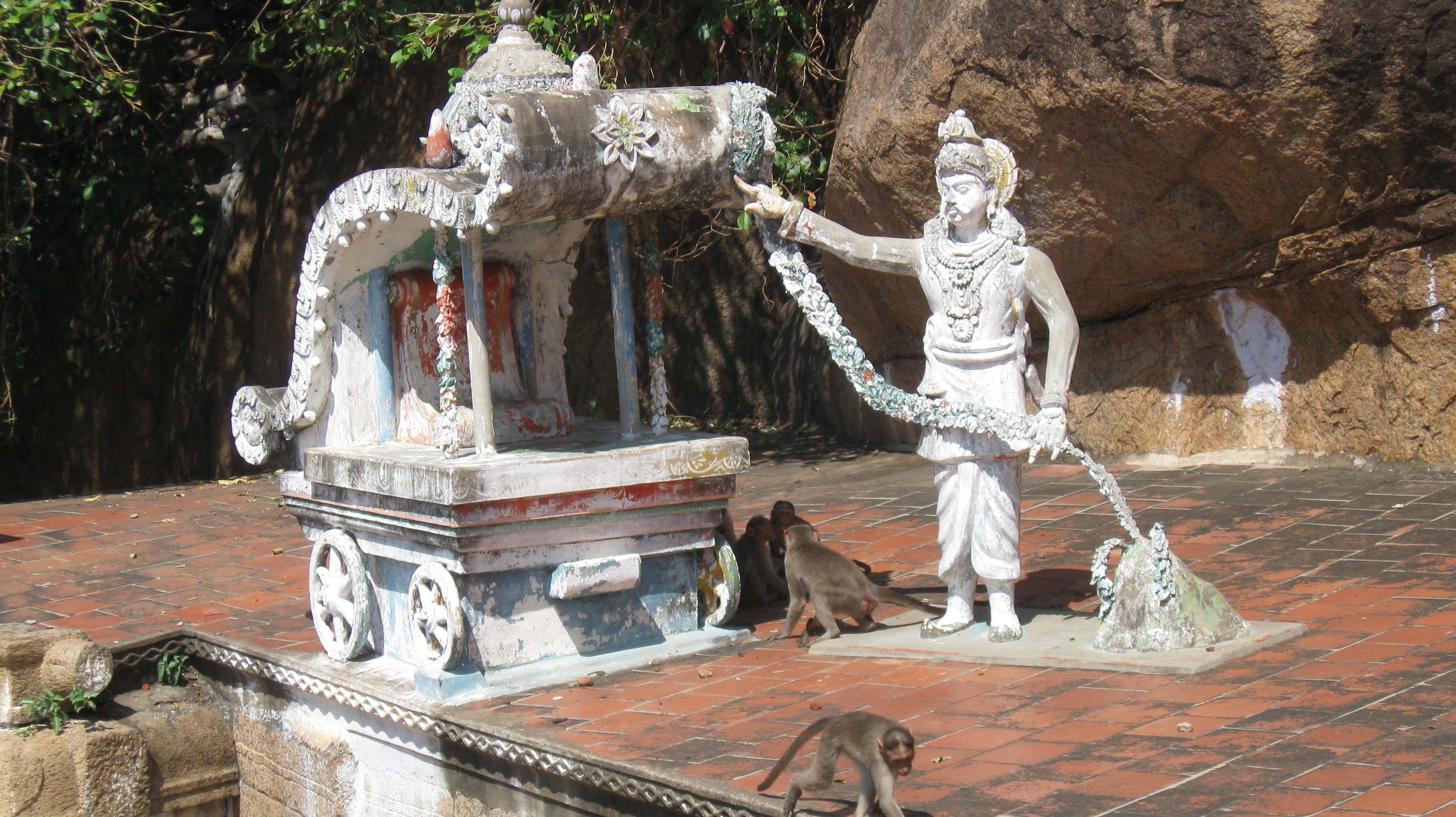
자신의 마차를 등산 공장에 넘겨주는 파리의 동상

벨 파리(타밀어: வேள்பாரி)는 상감 시대 말기에 고대 타밀라캄 지역의 파르부나두와 그 주변 지역을 통치했던 벨리르 혈통의 통치자였다. 이 이름은 종종 그들 중 가장 유명한 사람을 묘사하는 데 사용되는데, 그는 시인 카필라르의 후원자이자 친구였으며, 그의 자비, 예술과 문학의 후원으로 높이 평가된다. 그는 타밀 문학에서 카다이 에주 발랄(문자 그대로 마지막 일곱 명의 위대한 후원자) 중 한 명으로 기억된다.

## 치세
파르부나두 언덕의 주인으로 묘사되는 파리는 300개의 번영하는 마을을 지배했다. 파리는 다양한 형태의 예술과 문학을 후원했고, 그의 궁정에는 음유시인들이 몰려들었다. 파람부나두는 타밀나두 시바강가구 피란말라이에서 케랄라주 팔라카드구의 네둥가디에 이르는 지역으로 구성되었다. 그는 절친한 친구이자 평생의 동반자였던 시인 카필라르를 가장 좋아했다. 카필라르의 푸라나누루 노래 107번은 다음과 같이 나와 있다:
| “ | 사람들은 그의 이름을 몇 번이고 부른다. "파리! 파리!" 능숙한 말솜씨를 가진 시인들은 모두 한 사람을 찬양한다. 그러나 파리는 혼자가 아니다. 땅에 비가 내려 이 땅에 양분을 공급하기도 한다. | ” |

파리는 상감 시대 시절 관대함으로 주목받았으며, 카다이 에즈후 발랄갈(마지막 7명의 후원자) 중 한 명으로 인기가 많았다. 상감 문학에서 파리는 முல்லைக்கு தேர் கொடுத்தான் பாரி(등반식물에 자신의 전차를 기증한 사람)로 묘사된다. 그는 등반식물이 적절한 지지대 없이는 성장하기가 어렵다는 것을 알고는 자신의 전차를 등반식물에 내줄 정도로 관대했다.

## 포위 공격과 죽음
세 타밀 왕국들인 체라, 촐라, 판디아는 무자비하게 왕국을 확장시켰고, 독립된 벨리르 왕들에게 관심을 돌려 그들을 복속시키거나 그들을 제거하고 그들의 왕국을 동화시켰다. 그들은 요새가 두터운 파르마부를 포위했지만, 벨 파리는 항복하지 않았고, 전쟁은 수년간 계속되었다. 카필라르는 왕들에게 다가가서, 자신의 수호자인 파리를 정복할 수 없는 전사로 묘사하며 회군하라고 요청했다.(푸라나누루 노래 109번에서 발췌):
| “ | 파리의 산은 쉽게 정복할 수 있다고 생각할 것이다. 비록 세 사람이 왕의 거대한 북을 들고 산을 에워싸고 있지만, 하늘이 그의 산인 것 같다. 마치 하늘의 별들이 그 샘인 것 같다. 너희의 코끼리가 모든 나무에 매여 있지만, 너희의 병거는 모든 밭에 널려 있지 않을 것이다. 그는 그것을 칼로 내주지 않을 것이다. 그러나 여기서, 나는 너희가 어떻게 그것을 이길 수 있는지 안다. 너희가 작은 류트를 연주하고, 그들의 줄을 문질러서, 너희의 춤추는 여인들이 두껍고 향기로운 머리칼을 가지고 돌아오게 하고, 그에게 가서 춤추고 노래하면, 그는 너희에게 그의 산과 그의 온 땅을 줄 것이다. | ” |

오랜 전쟁 끝에 적들은 파리의 생명을 요구했고 그는 벨 파리가 스스로 목숨을 끊은 검을 빼앗아 기증했다. 푸라나누루에 실린 파리의 죽음에 대한 딸들의 노래(112)는 다음과 같다:
| “ | 그 하얀 달빛 속에서 그날, 우리는 아버지를 모시고 있었고, 아무도 언덕을 차지할 수 없었다. 이 하얀 달빛 속에서 오늘, 북 치는 왕들이 우리 언덕을 차지했고, 우리는 아버지를 잃었다. | ” |

## 가족과 승계
파리와 그의 아내 아디니 사이에는 앙가바이와 상가바이라는 두 딸이 있었다. 파리가 죽은 뒤, 카필라르는 그들의 후견인이 되었고, 그들 셋은 파르마부국을 떠났다. 카필라르는 신랑감을 찾기 위해 서로 다른 벨리르 왕들에게 접근했으나 실패했다. 카필라르는 이후 타밀인들의 자살 방법 중 하나인 바다키루탈에 의해 스스로 목숨을 끊었다. 훗날 시인 아우바이야르는 그녀들의 후견인이 되었고 그녀들을 또 다른 왕인 말라이야마안 티루무디 카리와 성공적으로 결혼시켰다.
타밀나두주의 고비체티팔람 근처의 파리유르("파리의 장소")는 파리의 이름을 따서 지어졌다. 파리가 패배한 후, 그 장소는 13세기 말경에 버려졌고 사람들은 인근 지역에 정착하기 위해 이주했고, 이것은 오늘날의 고비체티팔람 마을이 되었다. 파리유르에는 다양한 신들을 모시는 네 개의 사원(콘다투 칼리암만 사원, 아마라파네스와라르 사원, 아디나라야나 페루말 사원, 앙갈람만 사원)이 있다.
파리의 딸들은 티루코일루르 근처의 마남 푼디에서 카리의 아들과 결혼했다.

## 참고 문헌
- Topics in South Indian history: from early times up to 1565 A.D. By A. Krishnaswami
- Epigraphia Indica, Volume 25 By Devadatta Ramakrishna Bhandarkar, India. Archaeological Survey, India. Dept. of Archaeology
- Traditions of Indian classical dance By Mohan Khokar
- Poets of the Tamil Anthologies: Ancient Poems of Love and War, George L. Hart III, Princeton: Princeton University Press
- Great women of India edited by Mādhavānanda (Swāmĭ.), Ramesh Chandra Majumdar
- Poems of love and war: from the eight anthologies and the ten long poems of classical Tamil By A. K. Ramanujan
- The Four Hundred Songs of War and Wisdom: An Anthology of Poems from Classical Tamil, the Purananuru, Translations from the Asian classics By George L. Hart, Hank Heifetz